# Fällkälsvattnet
Fällkälsvattnet är en sjö i Örnsköldsviks kommun i Ångermanland och ingår i Moälvens huvudavrinningsområde. Sjön har en area på 0,082 kvadratkilometer och ligger 270,9 meter över havet.

## Delavrinningsområde
Fällkälsvattnet ingår i det delavrinningsområde (706385-161933) som SMHI kallar för Ovan Gårbäcken. Medelhöjden är 278 meter över havet och ytan är 26,72 kvadratkilometer. Räknas de 12 avrinningsområdena uppströms in blir den ackumulerade arean 151,15 kvadratkilometer. Utterån som avvattnar avrinningsområdet har biflödesordning 2, vilket innebär att vattnet flödar genom totalt 2 vattendrag innan det når havet efter 56 kilometer. Avrinningsområdet består mestadels av skog (83 procent). Avrinningsområdet har 0,29 kvadratkilometer vattenytor vilket ger det en sjöprocent på 1,1 procent.